# Emil Bach House
Das Emil Bach House ist ein im Prairie Style erbautes Haus in Rogers Park, einem Stadtviertel Chicagos in Illinois, Vereinigte Staaten, das von dem berühmten Architekten Frank Lloyd Wright entworfen wurde. Das Haus war 1915 für Emil Bach gebaut worden, der ein Bewunderer Wrights und Miteigentümer der Ziegelei Bach Brick Company war. Das Bach House wurde am 28. September 1977 zu einer Chicagoer Landmarke erklärt und am 23. Januar 1979 in das National Register of Historic Places eingetragen.

## Geschichte
Emil Bach und seine Frau kauften das Grundstück für ihr geplantes Haus am 5. Dezember 1914 von Amelia Ludwick und ihrem Ehemann; 1915 beauftragten sie Frank Lloyd Wright, das Gebäude zu entwerfen. Im Jahre 1934 erwarb Joseph Peacock das Haus und besaß es bis 1947. 1951 wechselte der Eigentümer zweimal; schließlich ging das Haus im Dezember in das Eigentum von Manuel Weiss über, der es 1959 an Joseph Blinder verkaufte.
Der fünfte Eigentümer des Hauses bot es 2005 zum Verkauf an. Der anfänglich festgesetzte Verkaufspreis betrug 2,5 Millionen US-Dollar; später wurde der Preis auf 1,9 Millionen US-Dollar verringert. Das Objekt war für einige Monate auf dem Markt, bevor schließlich eine Auktion ausgerufen wurde. Das Startgebot war bei 750.000 US-Dollar, weniger als ein Drittel des ursprünglich verlangten Preises. Zu den Gründen für den schwierigen Verkauf des von Wright entworfenen Hauses gehören Denkmalschutz-Bestimmungen, aber auch die Besonderheiten des Stadtviertels Rogers Park.
Die Denkmalschützer machten sich Sorgen wegen der Auktion und wegen des Schicksals des seitlichen Gartens, der 13,5 Meter breit und 45 Meter lang ist und sich in einer Zone befindet, in der hohe Apartmenthäuser errichtet werden dürfen. Als das Haus schließlich deutlich über dem Startpreis versteigert wurde, gaben die neuen Eigentümer bekannt, sie wollten in dem Haus wohnen und den Garten erhalten.

## Architektur

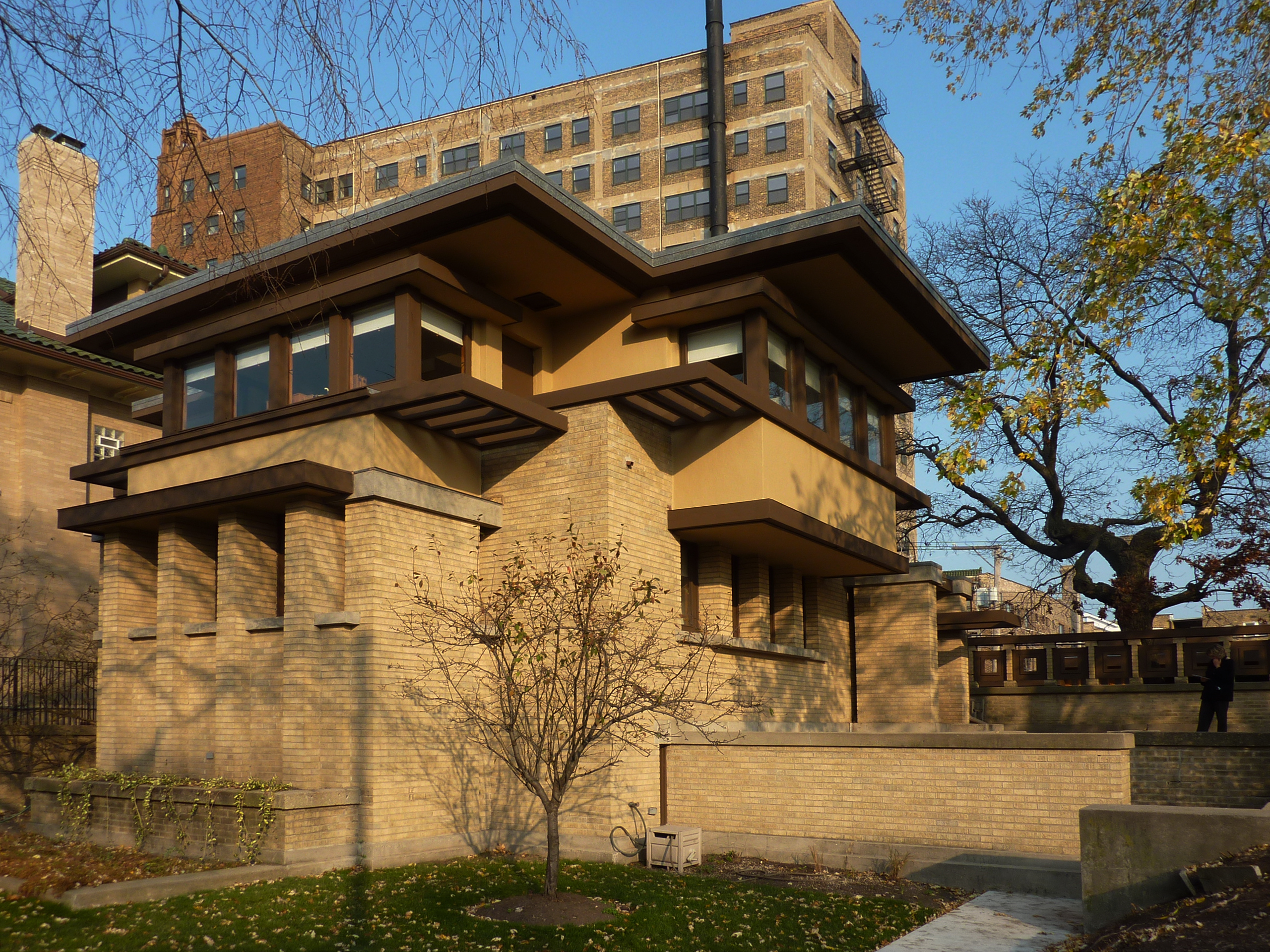

Das Haus ist eines der wenigen Wohnhäuser, die Wright nach seiner Rückkehr von Europa im Jahre 1911 entwarf und die gleichzeitig in Chicago stehen. Es handelt sich dabei um den Teil einer Serie von geometrischen, würfelartigen Häusern, mit überhängenden flachen Dächern, wie sie Wright Anfang des 20. Jahrhunderts entwarf. Das erste war das Laura Gale House in Oak Park, Illinois, gefolgt vom Oscar Balch House, ebenfalls in Oak Park, Coonley Kindergarten, das Bogh House und dann das Bach House. Von den Häusern dieses Types in Chicago ist das Bach House das einzige noch stehende Gebäude.
Das Gebäude mit einer Fläche von 2.700 Quadratfuß ist als zweistöckiges Einfamilienhaus mit Keller entworfen. Als es ursprünglich errichtet wurde, handelte es sich um ein „Landhaus“, von dessen Rückfront an der Ostseite der Lake Michigan in Sichtweite lag. Aufgrund der Veränderungen des Stadtviertels Rogers Park, in dem es liegt, steht das Haus nun zwischen kommerziell genutzten Gebäuden und Appartementblocks an einer belebten Straße, der North Sheridan Road. Aufgrund des Seeblickes hat das Gebäude ursprünglich eine große rückwärtige Veranda und eine Sonnenterrasse; beide wurden zu geschlossenen Räumen umgestaltet, als andere Gebäude zwischen dem Bach House und dem See errichtet wurden, die den Blick unterbrachen. Dabei wurde hauptsächlich Glas verwendet, wodurch der von Wright beabsichtigte Eindruck und der Originalentwurf weitgehend erhalten blieben. Andere Änderungen an dem Gebäude betreffen die Entfernung von Einbaumöbeln aus der Feder Wrights. Aus dem Wohnzimmer wurde ein Sessel entfernt, und eine Theke verschwand aus dem Esszimmer. Im zweiten Stock wurde das Dienstbotenzimmer in ein zweites Badezimmer umgebaut.

## Bedeutung
Das Bach House ist ein Beispiel von Frank Lloyd Wrights spätem Prairie style und wurde von ihm in der Periode entworfen, die kurz vor dem Zeitpunkt lag, zu welchem sein Stil expressionistischer und mehr von der japanisch beeinflussten Ästhetik geprägt wurde. Die Einzigartigkeit des Hauses, sein hoher künstlerischer Wert und der Ruf des berühmten Architekten stellen den bedeutenden historischen und kulturellen Wert dar.
Das Bach House befindet sich in erstklassiger Lage in Chicago, nur einen Block vom Michigansee entfernt. Das Stadtviertel ist ein Gebiet, in dem Stadtentwicklungsunternehmen Grundstücke kauften, um dort hochgeschossige Apartmentblocks zu errichten. Ein über zwanzig Jahre alter Denkmalschutzplan, der den Abriss oder die Veränderung des Hauses ohne Zustimmung der Stadt und des Landmarks Preservation Council of Illinois verbietet, war nach Meinung des Direktors der Vereinigung Frank Lloyd Wright Building Conservancy in Chicago wahrscheinlich der einzige Grund, der den Abbruch verhindert hat.